# Каземабад (Альборз)
Каземабад (перс. کاظمآباد‎) — село на севере Ирана, в остане Альборз. Входит в состав шахрестана Назарабад. Является частью дехестана (сельского округа) Ахмедабад бахша Меркези.

## География
Село находится в западной части Альборза, к югу от гор Эльбурс, на расстоянии приблизительно 38 километров к западу-северо-западу (WNW) от Кереджа, административного центра провинции. Абсолютная высота — 1276 метров над уровнем моря.

## Население
По данным переписи 2006 года население села составляло 806 человек (451 мужчина и 355 женщин). В Каземабаде насчитывалось 211 домохозяйств. Уровень грамотности населения составлял 65,38 %. Уровень грамотности среди мужчин составлял 66,52 %, среди женщин — 63,94 %.